# Догерти (Ајова)
Догерти (енгл. Dougherty) град је у америчкој савезној држави Ајова. По попису становништва из 2010. у њему је живело 58 становника.

## Демографија
Према попису становништва из 2010. у граду је живело 58 становника, што је -22 (-27.5%) становника више него 2000. године.
| Група             | 2000.      | 2010.      |
| Белци             | 77 (96,3%) | 56 (96,6%) |
| Афроамериканци    | 0 (0,0%)   | 0 (0,0%)   |
| Азијати           | 0 (0,0%)   | 2 (3,4%)   |
| Хиспаноамериканци | 0 (0,0%)   | 0 (0,0%)   |
| Укупно            | 80         | 58         |